# Carlos Dávila Espinoza
Carlos Gregorio Dávila Espinoza (Los Ángeles, 15 september 1887 – Washington, 19 oktober 1955) was een Chileens politicus. Van 16 juni tot 13 september 1932 was hij provisioneel president van de Socialistische Republiek Chili.

## Biografie
Van 1907 tot 1911 studeerde hij aan de Escuela de Artes y Oficios in Santiago. Na zijn afstuderen ving hij een studie rechten aan de Universiteit van Chili aan die hij echter voortijdig afbrak (1914). Na zijn studie was hij werkzaam als journalist voor El Mercurio, maar verliet deze krant in 1917 toen hij hoofdredacteur van de nieuwe krant La Nación ('De Natie') werd.
Onder president Carlos Ibáñez del Campo, die hij vereerde, was hij van 1927 tot 1931 ambassadeur in de Verenigde Staten van Amerika. In 1929 trad hij in het huwelijk met Herminia Arrate (1895-1941), bij wie hij twee dochters kreeg. Tijdens zijn verblijf in de VS verkreeg hij eredoctoraten aan de Columbia-universiteit en de Universiteit van Zuid-Californië. In 1931 moest president Ibáñez aftreden en als gevolg hiervan moest Dávila naar Chili terugkeren. In 1932 richtte hij de krant Hoy ("Vandaag") op. Dávila oefende kritiek uit op de nieuwe conservatieve regering van president Juan Esteban Montero.

### Socialistische Republiek van Chili
Dávila werd na de staatsgreep van kolonel Marmaduke Grove, generaal Arturo Puga en dr. Eugenio Matte opgenomen in de junta. De nieuwe junta riep de Socialistische Republiek Chili uit en implementeerde enkele populistisch-socialistische maatregelen. Deze maatregelen lokten echter protesten uit in het land en vielen ook niet goed bij alle leden van de junta, waaronder Dávila. Op 16 juni pleegde hij, gesteund door enkele meer behoudende militairen, een staatsgreep en liet de linkse juntaleden verbannen naar het Paaseiland. Dávila kondigde een staat van beleg en een strikte perscensuur af en benoemde zichzelf tot provisioneel (voorlopig) president van de Socialistische Republiek Chili. Een deel van het hervormingsprogramma werd echter voortgezet (o.a. een werkloosheidsuitkering en een kredietbank voor kleine boeren en arbeiders). De communisten, die zich hadden ontwikkeld tot felle tegenstanders van het regime, werden vervolgd en de communistische partij werd verboden.
Een grotere bedreiging voor het regime vormden de aanhangers van oud-president Montero, zakenlieden en politici van de conservatieve- en liberale partijen. De media was buiten La Nación en Hoy volledig in handen van de oppositie. De oppositie begon - ondanks de censuur - een heftige campagne tegen de regering. Een aantal ministers kon zich niet meer verenigen met het autoritaire optreden van Dávila en verlieten het kabinet.
Op 13 september 1932 pleegde de conservatieve generaal Bartolomé Blanche een staatsgreep en Dávila ging in ballingschap naar de VS. Blanche maakte een einde aan de socialistische republiek en droeg op 2 oktober de macht over aan de voorzitter van het hooggerechtshof Abraham Oyanedel. Nieuwe verkiezingen brachten later dat jaar Arturo Alessandri opnieuw aan de macht als president van Chili.

### Leven in de Verenigde Staten
In de Verenigde Staten werd Dávila hoogleraar internationaal recht aan de Universiteit van North Carolina te Chapel Hill. Daarnaast was hij correspondent voor verscheidene Zuid-Amerikaanse kranten en schreef artikelen in economische vakbladen.
Van 1943 tot 1946 was Dávila vertegenwoordiger van Chili in de UNRRA. Na de Tweede Wereldoorlog was hij lid van inter-Amerikaanse economische en financiële fora.
In 1941 overleed zijn eerste vrouw en bleef Dávila met zijn twee dochters achter. In 1950 hertrouwde hij met de weduwe mrs. Frances Adams Moore, moeder van een dochter.
Dávila werd in 1954 secretaris-generaal van de Organisatie van Amerikaanse Staten (OAS). Hij overleed tijdens zijn ambtstermijn, een jaar later.

## Partijlidmaatschap
In zijn jeugd sloot Dávila zich aan bij de links-liberale Partido Radical (Radicale Partij). Hij verliet deze partij later in zijn leven en sloot zich aan bij de Partido Socialista (Socialistische Partij).